# 境町歴史民俗資料館
境町歴史民俗資料館（さかいまち れきしみんぞくしりょうかん）は、茨城県猿島郡境町に設置されている資料館である。

## 概要
境町歴史民俗資料館は1979年（昭和54年）1月31日に開館し、主として境町域の考古資料や民俗資料（農業用具や製茶用具など）を収集・展示している。これらの資料は全て境町民からの寄贈または寄託によるものである。開館時間は9:00より16:30まで（入館は16:00まで）となっており、入館料は無料である。

## 展示・施設
- 馬形埴輪（境町指定文化財）
- 岩偶
- 絵図
- 民具
- 農業用具
- 製茶用具
- 駐車場

## 休館日
- 月曜日 - 月曜日が祝日の際は開館であり、翌日の火曜日が休館となる。
- 祝日 - 祝日が土曜日の際は開館。
- 年末年始 - 12月28日から翌年の1月4日までが休館となる。

## 所在地
- 〒306-0431
- 茨城県猿島郡境町大字西泉田1326-1[2]

## 交通
- 東北本線古河駅より朝日バス「境車庫・境町（乗車約40分）」行きに乗車、終点の「境車庫」にて下車、バス停より徒歩にて約20分。
- 東武伊勢崎線東武動物公園駅より朝日バス「境車庫・境町（乗車約40分）」行きに乗車、終点の「境車庫」にて下車、バス停より徒歩にて約20分。

## 周辺
- 境町民体育館
- 文化村公民館
- 保健センター
- 境町立ひまわり保育園
- ふれあいの里公園
- 鵠戸川
- 茨城県立境高等学校
- 境警察署
- 合同庁舎
- 茨城むつみ農業協同組合　旅行センター